# Sematophyllum brasiliense
Sematophyllum brasiliense är en bladmossart som beskrevs av Ryszard Ochyra 1999. Sematophyllum brasiliense ingår i släktet Sematophyllum och familjen Sematophyllaceae. Inga underarter finns listade i Catalogue of Life.